# Grisell Baillie
Lady Grisell Baillie (geborene Hume, * 25. Dezember 1665 auf Redbraes Castle, Berwickshire; † 6. Dezember 1746 in London), auch Grizel, war eine schottische Aristokratin und Liedtexterin.

## Leben
Grisell Hume wurde 1665 auf Redbraes Castle in Berwickshire als Tochter von Sir Patrick Hume, 2. Baronet (1641–1724) und seiner Ehefrau Grisell Kerr geboren. Von den achtzehn Kindern des Ehepaar war sie das älteste Kind, das das Erwachsenenalter erreichte. Ihre Eltern waren gläubige Presbyterianer und standen der Einführung des Anglikanismus in Schottland durch William Laud äußerst kritisch gegenüber. Als Teil der Covenanters geriet ihr Vater bald in Konflikt mit der schottischen Krone und wurde in den 1670er Jahren verhaftet, genauso wie sein enger Mitstreiter Robert Baillie of Jerviswood. Grisell wurde daher 1676 von ihrem Vater beauftragt, eine Nachricht von ihm an Baillie zu überbringen. Dies gelang ihr und sie konnte gar eine Antwort von Baillie zurücküberbringen. Während diesem Auftrag traf sie vermutlich auch Baillies Sohn George Baillie (1664–1738). Als sowohl ihr Vater als of Robert Baillie nach der Rye-House-Verschwörung erneut in Konflikt mit der Krone gerieten, Baillie von königlichen Scharfrichtern erhängt wurde und ihr Vater sich in der Familiengruft der Humes in der Polwarth Church versteckte, versorgte Hume zunächst ihren Vater und organisierte später ein neues Versteck unter dem Anwesen der Familie.
Patrick Hume konnte einige Zeit später der Verfolgung der schottischen Krone entkommen und floh, nach einer Beteiligung an der kurzlebigen Rebellion des Archibald Campbell, 9. Earl of Argyll (Argyll’s Rising), ins niederländische Utrecht, das damals als Exil vieler schottischer Oppositioneller diente. Auch Robert Baillies Sohn George war dorthin geflohen. Wenig später kamen Hume und ihre Familie nach. Bald zeigte sie sich für die gesamte Haushaltsführung der Humes verantwortlich. Nach der Glorious Revolution kehrte Patrick Hume als Gefolgsmann von Wilhelm von Oranien mit diesem gemeinsam nach Großbritannien zurück. Hume und ihre Geschwister folgten gemeinsam mit Königin Maria II. nach. Marias Angebot an Grisell Hume, als Maid of Honour an den englischen Hof zu kommen, lehnte sie allerdings ab. Stattdessen heiratete sie 1691 George Baillie. Mit ihm bekam sie drei Kinder, von denen zwei Töchter das Erwachsenenalter erreichten: Grisell (1692–1759) heiratete später Sir Alexander Murray, 3. Baronet († 1743), und Rachel (1696–1773) ehelichte Charles Hamilton, Lord Binning (1697–1732). George Baillie und ihr Vater Patrick Hume stiegen bald in prominente politische Positionen auf und verbrachten viel Zeit in London; Grisell Baillie führte in dieser Zeit den Haushalt ihrer eigenen Familie und versorgte beide mit Informationen aus Schottland. In ihrer Freizeit verfasste sie Liedtexte, die später zu einiger Bekanntheit in Großbritannien kamen. Nur zwei ihrer Lieder sind heute noch bekannt. Seit ihr Vater 1697 zum Earl of Marchmont erhoben worden war, führte Baillie als dessen Tochter das Höflichkeitsprädikat Lady.
Mit zunehmendem Alter ihres Vaters übernahm Baillie auch die Verwaltung und Führung von dessen Haushalt. In ihren Haushaltsbüchern notierte sie akkurat sämtliche Kosten des Familienlebens. Zudem unterstützte sie die Erziehung der Kinder eines Bruders sowie die Erziehung ihrer Enkelkinder und verbrachte deshalb einige Jahre in Oxford. Als die gesamte Familie Baillie nach Italien zog, um der schwächelnden Gesundheit ihres Schwiegersohnes Lord Binning gerecht zu werden, lernte Baillie italienisch und übernahm auch dort die Haushaltsführung sowie die Interaktion mit italienischen Angestellten und Händlern. Sie starb im Dezember 1746 verwitwet und nach kurzer Krankheit in London und wurde neben ihrem Ehemann auf dem Anwesen der Baillies, Mellerstain House, beigesetzt. Ihre Haushaltsbücher gelten heute unter Historikern als herausragende Quelle für die Sozialgeschichte Großbritanniens im frühen 19. Jahrhundert. Der englische Autor Harry Graham nahm Baillie in sein Pantheon schottischer Heldinnen auf, dessen Zusammenstellung er 1908 unter dem Titel A Group of Scottish Women publizierte. Baillie wird dort gemeinsam mit der Jakobitin Flora MacDonald vorgestellt.